# Velkomoravský penitenciál
Velkomoravský nebo také staroslověnský penitenciál vznikl na Velké Moravě před rokem 867. Byl napsán ve staroslověnštině a jeho text se dochoval v Sinajském euchologiu, v němž je označen názvem Zapovědi svętyichъ otьcъ (Zapovědi svatých otců). Jedná se o překlad z latiny pořízený buď sv. Metodějem, nebo někým z jeho okruhu; předlohou byl neznámý rukopis obsahově blízký Merseburskému penitenciálu.